# Alberto Masala
Alberto Masala (Ozieri, 1950) è un poeta, scrittore e traduttore italiano.

## Biografia
Nasce a Ozieri, nel Logudoro (la madre, donna Antonina Minutili Campus, era di Pattada, il padre, dottor Tullio Masala, sassarese); nel 1975, si laurea all'Università di Sassari e lascia la Sardegna. Dopo un breve momento nelle Cinque Terre, prende come base Bologna, ma trascorre periodi in Francia, a Venezia, Berlino, Istanbul, frequentando anche altre città europee.
L'aver praticato molti paesi gli consente di parlare e scrivere in diverse lingue, anche mescolandole fra loro in un linguaggio che egli stesso definisce "linguaggio di confine". Ne deriva una produzione letteraria variegata e diffusa, tanto che è conosciuto e pubblicato in Spagna, Francia e Stati Uniti prima ancora che in Italia, dove decide di pubblicare soltanto nel 2000. 
Importante nella sua formazione l'incontro con la Beat Generation che avviene per la prima volta ad Amsterdam nel 1983, nel festival "One World Poetry" diretto da "Soyo" Benn Posset, principale organizzatore e agente dei Beats in Europa, col quale sviluppa un'amicizia e una frequentazione che durano fino alla morte di Benn avvenuta prematuramente nel 1994.
Aspetto fondamentale della sua poesia è la diffusione attraverso l'oralità e le arti performative. Nelle sue performance spesso agisce insieme a musicisti di diverse provenienze. Ha diretto progetti d'arte in varie parti d'Europa (Berlino, Amsterdam, Salonicco, Bologna, Sardegna), è stato fondatore e direttore artistico del Nowall. In seguito ha partecipato alla nascita del Link a Bologna.
Nel suo percorso anche teatro, cinema, radio. Fra gli altri, per il programma radiofonico Storyville in onda su Radio 3 ha dato voce alle serie su Tom Waits e Allen Ginsberg.
Come poeta ha partecipato a molti fra i principali festival europei, è stato ospite di numerose Università, del Centre National du Livre e del Palais de Tokyo di Parigi, del YBCA (Yerba Buena Center for the Arts) e della San Francisco Public Library, del Teatro Nazionale di Baghdad, del Trinity College di Dublino. Suoi testi sono stati ridotti per teatro, radio, video, in Italia, USA, Francia. Da anni sperimenta in concerto. Fra le sue principali collaborazioni, Paolo Angeli e Marco Colonna. Ha scritto testi per la musica, fra cui “Mercy Mercy Mercy (a continuum for Jaco Pastorius)", con anche le ritmiche e gli andamenti. Altrettanto rilevante è la produzione nella lingua madre, il sardo logudorese, spesso ripresa e interpretata da Su Cuncordu Bolothanesu nel canto a tenore e, da lui stesso, sia nei dischi del gruppo Rap Stranos Elementos che in altri progetti.
Sulla propria opera, che nella sua singolarità rientra bene nella Nuova letteratura sarda, sono stati fatti diversi studi, e nel 2011 Marzia D'Amico ha scritto una tesi di laurea presso l'Università La Sapienza di Roma, intitolata Provenire da estremi. Una mappa geopoetica per il performer Alberto Masala e discussa con il professor Tommaso Pomilio.
Ha tradotto autori come Jack Kerouac, Judith Malina, Lawrence Ferlinghetti, Serge Pey, Hawad, Peppino Mereu. Ha tradotto quattro poemi di Raúl Zurita sul Cile ai tempi di Pinochet, pubblicati nel 2019 dalla case editrice Valigie Rosse in un volume unico intitolato Zurita. Quattro poemi.

## Opere letterarie in lingua italiana
- Mediterranea, con fotografie di Massimo Golfieri, Nuoro, Il Maestrale, 2000. ISBN 978-88-86109-44-4 [11]
- Proveniamo da estremi, (libro + CD) con Fabiola Ledda e Antonio Are (Erosha/ETL, Bologna 2002). ISBN 88-900770-1-8 [12]
- TALIBAN. I trentadue precetti per le donne, bilingual edition translated by Jack Hirschman with Raffaella Marzano. Bologna, ETL, 2001 (nuova edizione 2007). ISBN 978-88-900770-0-5 [13]
- Geometrie di libertà, con Luca Panzavolta e Antonio Barocci, Arezzo, Zona Editrice, 2004. ISBN 978-88-87578-71-3
- Alfabeto di strade (e altre vite), Nuoro, Il Maestrale, 2009 (nuova edizione 2011). ISBN 978-88-89801-68-0 [14]
- Paesaggi d'Autore. Itinerari turistici. Raccontati da Marcello Fois e Alberto Masala, di Marcello Fois, Reggio Emilia, Diabasis, 2010. ISBN 978-88-8103-653-0
- Geometrie di libertà. Terza scrittura, con Marzia D'Amico e Alessandro Giammei. Nuoro, Il Maestrale, 2012. ISBN 978-88-6429-111-6 [15]
- La formula esatta della rivoluzione - romanzo con Marcello Fois e illustrazioni di Otto Gabos. Istos, 2016. ISBN 978-88-6940-042-1
- Piangete, Bambini! - poesie illustrate da Daniela Pareschi. Il Barbagianni, 2017. ISBN 978-88-978-6505-6 [16]
- BUSHIDO - per il CD di Marco Colonna (sax baritono solo). Co-prod. SetolaDIMaiale - Fonterossa - Amirani 2017.
- a Gaza - Heket, Bologna 2018.
- Città - Ciudades con Raúl Zurita e un'opera scaricabile di Marco Colonna. Edizione in due lingue. Modo Infoshop, Bologna 2021. ISBN 978-88-942-3886-0.

## Pubblicazioni in altre lingue
- TALIBAN. Trentedeux préceptes pour les femmes, traduit par Ambre Murard. Préface de Serge Pey. éditions n&b, France, 2003. ISSN 1275-224X (WC · ACNP) – ISBN 2-911241-30-4
- In the Executioner's house, translated and prefaced by Jack Hirschman, C.C. Marimbo, Berkeley, USA, 2003 - (2 ed. 2007). ISBN 1-930903-17-0
- TALIBAN, The 32 Precepts for the Women, translated by Jack Hirschman with Raffaella Marzano. New edition. CC Marimbo, Berkeley, USA, 2013. ISBN 978-1-930903-78-4 [17]
- Alphabet of Streets, translated by Jonathan Richman, edited by Jack Hirschman, CC Marimbo, Berkeley, USA, 2016. ISBN 1-930903-86-3 [18]
- Una cantada in Sardo Logudorese, tradotto in Italiano, con Lorenzo Mari in Emiliano, David Eloy Rodríguez e José María Gómez Valero in Castigliano. Catartica Edizioni, 2024. ISBN 979-12-81401-45-7.